# Saab 17
SAAB 17 je bil Švedski bombnik in izvidnik.

## Razvoj
Izdelava se je pričela proti koncu tridesetega desetletja dvajsetega stoletja (1930).
Sprva se je imenoval L 10, ampak se je po združitvi s podjetjem SAAB leta 1937 preimenoval v SAAB 17. Krila so bila ojačana, zato, da bi ga lahko uporabljali kot bombarderja.

## Variante
- B 17A - Bombnik z motorjem Pratt & Whitney Twin Wasp; vseh skupaj izdelanih: 132
- B 17B - Bombnik z motorjem British Bristol Mercury XXIV; vseh skupaj izdelanih: 55
- S 17BL - Izvidniško letalo s pristajalnim podvozjem; vseh skupaj izdelanih: 21
- S 17BS - Izvidniško letalo s pristajanjem na vodi; vseh skupaj izdelanih: 38
- B 17C - Bombnik z motorjem Piaggio PXI; vseh skupaj izdelanih: 77

Vseh skupaj izdelanih letal: 323